# Kremlin Cup 2005 - Doppio femminile
Il doppio femminile  del torneo di tennis Kremlin Cup 2005, facente parte del WTA Tour 2005, ha avuto come vincitrici Lisa Raymond e Samantha Stosur che hanno battuto in finale Cara Black e Rennae Stubbs con il punteggio di 6–2, 6–4.

## Teste di serie
1. Cara Black /  Rennae Stubbs (finale)
2. Lisa Raymond /  Samantha Stosur (campionesse)

1. Svetlana Kuznecova /  Alicia Molik (primo turno)
2. Elena Lichovceva /  Vera Zvonarëva (semifinali)

## Tabellone

### Legenda
| - Q = Qualificato - WC = Wild card - LL = Lucky loser | - ALT = Alternate - SE = Special Exempt - PR = Protected Ranking | - w/o = Walkover - r = Ritirato - d = Squalificato |